# Hydnophora
Hydnophora is een geslacht van neteldieren uit de klasse van de Anthozoa (bloemdieren).

## Soorten
- Hydnophora aurorae Nemenzo, 1988
- Hydnophora bonsai Veron, 1990
- Hydnophora exesa (Pallas, 1766)
- Hydnophora grandis Gardiner, 1904
- Hydnophora microconos (Lamarck, 1816)
- Hydnophora pilosa Veron, 1985
- Hydnophora rigida (Dana, 1846)